# Schattenland
Schattenland ist das zweite Boxset der deutschen Pop-Rock-Band Unheilig. Es erschien als limitierte Auflage, die auf 4.000 Exemplare begrenzt ist.

## Entstehung und Veröffentlichung
Die Erstveröffentlichung von Schattenland erfolgte am 11. Dezember 2020 unter den Musiklabels Vertigo/Capitol. Das Boxset erschien ausschließlich in physischer Form, in einer limitierten Auflage von 4.000 Exemplaren. Der Vertrieb erfolgte durch Universal Music Publishing. Das Boxset setzt sich aus fünf Extended Plays sowie einer DVD und Merchandise-Produkten zusammen. Bei den EPs handelt es sich um die Veröffentlichungen Maschine (2003), Schutzengel (2003), Freiheit (2004), Astronaut (2006) und Spiegelbild (2008). Alle EPs erschienen bereits als eigenständige Tonträger, jedoch wie das Boxset größtenteils auch in limitierter Auflage. Es handelt sich hierbei um eine Sammlung aller offiziell veröffentlichten EPs von Unheilig. Die DVD beinhaltet neben den beiden Liveauftritten vom Feuertanz (20. Juni 2009) und Amphi Festival (18. Juli 2009) noch die 40-minütige Dokumentation Unheilig – Ein Leben Für die Musik. Das Fan-Merchandising besteht aus einem Poster mit dem Frontcover des Boxsets, fünf Postkarten mit Fotomotiven des Grafen aus der Anfangszeit sowie einem Unheilig-Fanschal. Am 5. Februar 2021 erschien Schattenland erneut als sogenannte „White EP Edition“. Diese Box bestand aus den fünf EPs und war ebenfalls limitiert.
Erstmals veröffentlichten Unheilig einen Hinweis auf die Veröffentlichung am 28. Oktober 2020 auf ihren sozialen Medien. Hierbei präsentierte man den Engel vom Frontcover mit den Worten „Freitag #zeitreise“. Zwei Tage später präsentierte man das Boxset in einem kurzen Video mit dem Kommentar: „Liebe Unheilig Fans, kommt mit uns ins „Schattenland“. Wir drehen gemeinsam die Zeit zurück und betreten die verborgene Welt von Unheilig. Entdeckt Raritäten und Juwelen vergangener Zeiten neu.“ In den Folgetagen wurden in unregelmäßigen Abständen die Einzelteile der Box präsentiert.

## Artwork
Auf dem Frontcover des Boxsets ist – neben Künstlernamen und Albumtitel – ein „Schutzengel“ zu sehen. Das Coverbild beinhaltet einen schwarzen Rand, während sich der Innenbereich aus Rottönen zusammensetzt. Der Albumtitel befindet sich im schwarzen Bereich des unteren Coverrandes, die Künstlerangabe am oberen. Der Engel ist in der Mitte des Coverbiles angeordnet. Neben dem Frontcover des Boxsets, verfügt jeder Tonträger nochmals über ein eigenes Coverbild, die stilistisch an das Artwork der Box angepasst wurden. Die EPs wurden im Vergleich zur eigenständigen Erstveröffentlichung mit neuen Coverbildern versehen und zeigen unter anderem Handschellen, eine Holzpuppe, eine Rakete oder eine Zahnradmaschine. Auf dem Frontcover der Schutzengel EP ist derselbe Engel zu sehen, wie auf dem Frontcover des Boxsets. Das Frontcover der DVD zeigt eine alte Filmkamera. Das Artworkkonzept stammt von Dirk Rudolph, Fotografien unter anderem von Annie Bertram.

## Inhalt

### Maschine EP
Die Maschine EP erschien erstmals am 7. April 2003 und ist auf 500 Einheiten limitiert. Die Veröffentlichung erfolgte durch Four.Rock auf CD und besteht aus fünf Titeln. Neben der eigenständigen Veröffentlichung, erschien die EP auch als Bonus-CD zur limitierten Version von Das 2. Gebot, auf dem Maschine ursprünglich erschien. Die EP beinhaltet drei verschiedene Versionen des gleichnamigen Liedes, dabei handelt es sich um die Albumversion zu Maschine eine „Club-Edit“-Version sowie eine Remixversion des Grafen. Darüber hinaus beinhaltet die EP mit This Corrosion und Schleichfahrt zwei zuvor unveröffentlichte Titel. Bei This Corrosion handelt es sich um eine Coverversion des Originals von The Sisters of Mercy. Mit Ausnahme von This Corrosion stammen alle Kompositionen und Texte vom Grafen. Produziert wurde die EP von José Alvarez-Brill, Fairlage (Henning Verlage) und dem Grafen. Alle Titel wurden durch den Arabella Musikverlag, Budde Zwei Edition und Unholy Deed Edition verlegt.
| #   | Titel                     | Autor(en)       | Produzent(en)      | Länge |
| --- | ------------------------- | --------------- | ------------------ | ----- |
| 1.1 | Maschine („Club Edit“)    | Der Graf        | Fairlage           | 4:14  |
| 1.2 | Maschine (Album Version)  | Der Graf        | José Alvarez-Brill | 4:07  |
| 1.3 | This Corrosion            | Andrew Eldritch | Der Graf           | 8:39  |
| 1.4 | Maschine (Der Graf Remix) | Der Graf        | Der Graf           | 5:17  |
| 1.5 | Schleichfahrt             | Der Graf        | Der Graf           | 4:08  |

### Schutzengel EP
Die Schutzengel EP erschien erstmals am 21. Juli 2003, ist auf 2.222 Einheiten limitiert und kam mit einem signierten Begleitheft einher. Die Veröffentlichung erfolgte durch Four.Rock auf CD und besteht aus sieben Titeln. Über die Veröffentlichung dieser EP konnten die Fans über den offiziellen Internetauftritt Unheiligs abstimmen. Das gleichnamige Lied stammt aus dem zweiten Studioalbum Das 2. Gebot und ist in seiner Album- sowie in einer Orchesterversion auf der EP enthalten. Ebenfalls aus dem zweiten Studioalbum stammt der Titel Vollmond, der hier als Radioversion zu finden ist. Mit Bruder, Damien, One on the Dead und Zinnsoldat sind vier bis dato unveröffentlichte Lieder auf der EP vertreten. Bei One on the Dead handelt es sich um eine Coverversion des Originals von Transpunk. Mit Ausnahme von One on the Dead stammen alle Kompositionen und Texte vom Grafen. Produziert wurde die EP von José Alvarez-Brill. Alle Titel wurden durch den Arabella Musikverlag, Budde Zwei Edition und Unholy Deed Edition verlegt.
| #   | Titel                          | Autor(en) | Produzent(en)      | Länge |
| --- | ------------------------------ | --------- | ------------------ | ----- |
| 2.1 | Schutzengel                    | Der Graf  | José Alvarez-Brill | 4:26  |
| 2.2 | Schutzengel (Orchesterversion) | Der Graf  | José Alvarez-Brill | 5:13  |
| 2.3 | Zinnsoldat                     | Der Graf  | José Alvarez-Brill | 4:40  |
| 2.4 | Damien                         | Der Graf  | José Alvarez-Brill | 6:20  |
| 2.5 | Vollmond (Radio Edit)          | Der Graf  | José Alvarez-Brill | 3:56  |
| 2.6 | Bruder                         | Der Graf  | José Alvarez-Brill | 3:37  |
| 2.7 | One on the Dead                | Transpunk | José Alvarez-Brill | 3:51  |

### Freiheit EP
Die Freiheit EP erschien erstmals am 18. Oktober 2004. Die Veröffentlichung erfolgte durch Four.Rock auf CD und besteht aus acht Titeln. Über die Veröffentlichung dieser EP konnten, wie schon bei der Schutzengel EP, erneut die Fans über den offiziellen Internetauftritt Unheiligs abstimmen. Die EP beinhaltet drei verschiedene Versionen des gleichnamigen Liedes, dabei handelt es sich um die Radioversion zu Freiheit sowie je eine Remixversion vom Future-Pop-Projekt Neuroticfish und der Synth-Rock-Band Terminal Choice. Freiheit stammt ursprünglich aus Unheiligs dritten Studioalbum Zelluloid, genauso wie der Titel Sieh in mein Gesicht, der zum einen in einer „Extended Version“ sowie in einer Remixversion von der Pop-Rock-Band Staubkind hierauf vertreten ist. Darüber hinaus enthält die EP mit Morgengrauen, Die Muse und Schmetterling drei zuvor unveröffentlichte Titel. Das Extended Play wurde in Eigenregie des Grafen geschrieben, komponiert und produziert. Alle Titel wurden durch den Budde Zwei Edition und den Fansation Musikverlag verlegt.
| #   | Titel                                   | Autor(en) | Produzent(en) | Länge |
| --- | --------------------------------------- | --------- | ------------- | ----- |
| 3.1 | Freiheit (Radio Edit)                   | Der Graf  | Der Graf      | 3:55  |
| 3.2 | Sieh in mein Gesicht (Extended Version) | Der Graf  | Der Graf      | 5:19  |
| 3.3 | Morgengrauen                            | Der Graf  | Der Graf      | 4:50  |
| 3.4 | Die Muse                                | Der Graf  | Der Graf      | 4:18  |
| 3.5 | Freiheit (Terminal Choice Remix)        | Der Graf  | Der Graf      | 4:23  |
| 3.6 | Schmetterling                           | Der Graf  | Der Graf      | 5:32  |
| 3.7 | Sieh in mein Gesicht (Staubkind Remix)  | Der Graf  | Der Graf      | 4:12  |
| 3.8 | Freiheit (Neuroticfish Remix)           | Der Graf  | Der Graf      | 5:59  |

### Astronaut EP
Die  Astronaut EP erschien erstmals am 9. Juni 2006 und ist auf 4.444 Einheiten limitiert. Die Veröffentlichung erfolgte durch Four.Rock auf CD und besteht aus acht Titeln. Über die Veröffentlichung dieser EP konnten, wie schon bei der Schutzengel EP und der Freiheit EP, abermals die Fans über den offiziellen Internetauftritt Unheiligs abstimmen. Die EP beinhaltet zwei verschiedene Versionen des gleichnamigen Liedes, dabei handelt es sich um die Radioversion zu Astronaut und eine Orchesterversion des Stücks. Astronaut erschien ursprünglich als Teil von Unheiligs vierten Studioalbum Moderne Zeiten, genauso wie der Titel Mein Stern, der ebenfalls in zwei verschiedenen Versionen auf der EP enthalten ist. Mein Stern befindet sich in einer Radio- und einer Pianoversion auf der EP. Darüber hinaus befindet sich mit Ich will alles ein weiteres Stück aus Moderne Zeiten auf der EP. Die Titel Der Himmel über mir, Lebe Wohl und Schneller, höher, weiter sind erstmals auf einem Tonträger Unheiligs zu finden. Das Extended Play wurde größtenteils in Eigenregie des Grafen geschrieben, komponiert und produziert. Bei den Titeln Mein Stern und Schneller, höher, weiter tritt der Graf nicht als Texter Erscheinung, die Liedtexte stammen von Oliver Reimann. Alle Titel wurden durch den Budde Zwei Edition und den Fansation Musikverlag verlegt.
| #   | Titel                        | Autor(en)                | Produzent(en) | Länge |
| --- | ---------------------------- | ------------------------ | ------------- | ----- |
| 4.1 | Astronaut (Radioversion)     | Der Graf                 | Der Graf      | 3:41  |
| 4.2 | Mein Stern (Pianoversion)    | Der Graf, Oliver Reimann | Der Graf      | 6:00  |
| 4.3 | Ich will alles (Clubversion) | Der Graf                 | Der Graf      | 5:23  |
| 4.4 | Der Himmel über mir          | Der Graf                 | Der Graf      | 5:28  |
| 4.5 | Schneller, höher, weiter     | Der Graf, Oliver Reimann | Der Graf      | 3:38  |
| 4.6 | Astronaut (Orchesterversion) | Der Graf                 | Der Graf      | 5:11  |
| 4.7 | Lebe Wohl                    | Der Graf                 | Der Graf      | 4:36  |
| 4.8 | Mein Stern (Radioversion)    | Der Graf, Oliver Reimann | Der Graf      | 4:31  |

### Spiegelbild EP
Die Spiegelbild EP erschien erstmals am 25. Juli 2008 und ist auf 3.333 Einheiten limitiert. Die Veröffentlichung erfolgte durch Four.Rock auf CD und besteht aus sieben Titeln. Die EP beinhaltet drei verschiedene Versionen des gleichnamigen Liedes, dabei handelt es sich um die Albumversion zu Spiegelbild sowie eine „Extended Version“ und einen Remix der Industrial-Metal-Band Die Krupps. Spiegelbild erschien ursprünglich als Teil von Unheiligs fünftem Studioalbum Puppenspiel, genauso wie der Titel An deiner Seite, der in einer Orchesterversion auf der EP enthalten ist. Daneben befinden sich mit Die alte Leier, Hexenjagd und Schlaflos drei Titel auf der EP, die zuvor unveröffentlicht waren. Geschrieben und komponiert wurden alle Titel durch den Grafen, wobei ihm bei Spiegelbild Henning Verlage als Komponist zur Seite stand. Henning war darüber hinaus für die Produktion der EP zuständig. Alle Titel wurden durch den Budde Zwei Edition und den Fansation Musikverlag verlegt.
| #   | Titel                              | Autor(en)                 | Produzent(en)   | Länge |
| --- | ---------------------------------- | ------------------------- | --------------- | ----- |
| 5.1 | Spiegelbild (Extended Version)     | Der Graf, Henning Verlage | Henning Verlage | 7:03  |
| 5.2 | Spiegelbild (Krupps Remix)         | Der Graf, Henning Verlage | Henning Verlage | 5:09  |
| 5.3 | Schlaflos                          | Der Graf                  | Henning Verlage | 4:18  |
| 5.4 | Die alte Leier                     | Der Graf                  | Henning Verlage | 4:18  |
| 5.5 | Hexenjagd                          | Der Graf                  | Henning Verlage | 4:22  |
| 5.6 | An deiner Seite (Orchesterversion) | Der Graf                  | Henning Verlage | 6:13  |
| 5.7 | Spiegelbild                        | Der Graf, Henning Verlage | Henning Verlage | 5:36  |

### DVD
Die DVD ist ab 0 Jahren freigegeben und beinhaltet Liveauftritte vom Feuertanz und Amphi Festival sowie die Dokumentation Unheilig – Ein Leben Für die Musik. Das Feuertanz Festival fand am 20. Juni 2009 auf der Burg Abenberg in der gleichnamigen Kleinstadt Abenberg statt. Auf der DVD findet sich der Auftritt Unheiligs mit den Titeln Lampenfieber, Spiegelbild, Tanz mit dem Feuer, Astronaut, Kleine Puppe, An deiner Seite, Feuerengel, Sage Ja!, Maschine, Freiheit und Mein Stern wider. Der Auftritt vom Amphi Festival stammt ebenfalls auf dem Jahr 2009, hierbei traten sie am 19. Juli 2009 im Kölner Tanzbrunnen mit den Titeln Sage Ja!, Freiheit, Sieh in mein Gesicht und Mein Stern auf. Die Dokumentation Unheilig – Ein Leben Für die Musik verfügt über eine Länge von etwa 40 Minuten und stammt vom Regisseur Martin Müller, der diese ursprünglich im Jahr 2008 für den Fernsehsender DMAX drehte. Als Produzent der DVD fungierte Harald Gericke von platin media productions. Die Darstellung der Konzerte erfolgt in PAL 16:9, die der Dokumentation in 4:3. Der Klang erfolgt in Stereo.

## Mitwirkende
| Albumproduktion - José Alvarez-Brill: Musikproduzent (Lieder: 1.2, 2.1–2.7) - Cameron: Begleitgesang (Lied 1.5) - Andrew Eldritch: Komponist (Lied 1.3), Liedtexter (Lied 1.3) - Harald Gericke: Filmproduzent - Der Graf: Arrangement (Lieder: 3.1–3.8, 5.1–5.7), Gesang (Lieder: 1.1–5.7), Instrumentation (Lieder: 3.1–3.8), Komponist (Lieder: 1.1–1.2, 1.4–2.6, 3.1–5.7), Liedtexter (Lieder: 1.1–1.2, 1.4–2.6, 3.1–3.8, 4.1, 4.3–4.4, 4.6–4.7, 5.1–5.7), Musikproduzent (Lieder: 1.3–1.5, 3.1–5.7) - Oliver Reimann: Liedtexter (Lieder: 4.2, 4.5, 4.8) - Transpunk: Komponist (Lied 2.7), Liedtexter (Lied 2.7) - Henning Verlage (Fairlage): Komponist (Lieder: 5.1–5.2, 5.7), Musikproduzent (Lied 1.1) | Artwork - Annie Bertram: Fotograf - Dirk Rudolph: Artwork Unternehmen - Arabella Musikverlag: Verlag (Lieder: 1.1–2.7) - Budde Zwei Edition: Verlag (Lieder: 1.1–5.2, 5.6–5.7) - Capitol Records: Musiklabel - Fansation Musikverlag: Verlag (Lieder: 3.1–5.7) - platin media productions: Filmproduzent - Unholy Deed Edition: Verlag (Lieder: 1.1–2.7) - Universal Music Publishing: Vertrieb - Vertigo Records: Musiklabel |

## Rezeption

### Kritik
Die Fans von Unheilig zeigten sich in den Facebook-Kommentaren nach der Ankündigung von Schattenland geteilter Meinung: Während die einen die Box für eine „super Sache“ hielten, empfanden andere die Neuauflage älterer Inhalte als „überflüssig“ und „zu teuer“. Einige kritisierten die Box auch als reines Produkt um „Kohle zu scheffeln“ – sie würden lieber auf ein Comeback setzen.
Christin Summer pries das Boxset für das Musikmagazin Sonic Seducer als „Schmuckstück mit coolem Artwork“ an. Die enthaltene Musik wird lobend erwähnt. „Das Audiomaterial“ enthalte Stücke „aus der Zeit vor den großen Erfolgen, als Unheilig noch im elektronischen Pop verankert waren und man den Grafen sogar noch englisch singen hörte.“ Ähnlich lautete das für das OK! verfasste Urteil. Mit Schattenland präsentiere die Band „fünf Mini-Alben aus den Jahren 2003 bis 2008, als Unheilig noch Elektro-Pop produzierte und der Graf noch englisch sang“.

### Charts und Chartplatzierungen
Schattenland erreichte in Deutschland Rang zwölf der Albumcharts und platzierte sich zwei Wochen in den Top 100. In den Midweekcharts der ersten Verkaufswoche erreichte das Album noch Rang sieben. Darüber hinaus platzierte sich die Box auf Rang sechs der deutschen deutschsprachigen Albumcharts. Für Unheilig ist dies der 14. Charterfolg in den deutschen Albumcharts.